# Your Song (singel Rity Ory)
Your Song – singel brytyjskiej piosenkarki Rity Ory. Singel swoją premierę miał 26 maja 2017 roku. Twórcami tekstu utworu są Ed Sheeran i Steve Mac, natomiast jego produkcją zajął się sam Mac.
„Your Song” jest utrzymany w stylu muzyki electropop. Utwór był notowany na 7. miejscu na liście najlepiej sprzedających się singli w Wielkiej Brytanii. Aby promować piosenkę Rita Ora wykonała ją m.in. w programie The Tonight Show Starring Jimmy Fallon oraz podczas gali Teen Choice Awards 2017.

## Teledysk
Premiera teledysku odbyła się 22 czerwca 2017 roku na oficjalnym kanale piosenkarki w serwisie YouTube. Reżyserem wideo został Michael Haussman. Klip został nakręcony w Vancouver.

## Wykonania na żywo
Ora zaśpiewała „Your Song” podczas 70. Międzynarodowego Festiwalu Filmowego w Cannes. 28 maja 2017 roku wykonała singel na Radio 1’s Big Weekend w Kingston upon Hull. 23 czerwca piosenkarka zaprezentowała teledysk w talk-show The One Show emitowany w telewizji BBC One. Tydzień później wykonała utwór we francuskiej telewizji w programie Quotidien. Piosenka „Your Song” została zaprezentowana także w programie The Tonight Show Starring Jimmy Fallon oraz podczas gali Teen Choice Awards 2017, która odbyła się 13 sierpnia 2017 roku. Następnie zaśpiewała utwór w The Ellen DeGeneres Show. 12 listopada podczas gali MTV Europe Music Awards 2017 zaprezentowała „Your Song” i „Anywhere”. Kilka dni później z tą samą setlistą wystąpiła na Bambi Awards 2017.

## Lista utworów
- Digital download[11]

1. „Your Song” – 3:00

- Digital download – Cheat Codes Remix[12]

1. „Your Song” (Cheat Codes Remix) – 3:35

- Digital download – Disciples Remix[13]

1. „Your Song” (Disciples Remix) – 5:34

- Digital download – TeamSalut Remix[14]

1. „Your Song” (featuring Burna Boy) (TeamSalut Remix) – 4:00

- Digital download – Sick Individuals Remix[15]

1. „Your Song” (Sick Individuals Remix) – 3:24

## Notowania i certyfikaty
| Lista (2017)                                       | Najwyższa pozycja |
| -------------------------------------------------- | ----------------- |
| Australia (Top 50 Singles)                         | 12                |
| Austria (Ö3 Austria Top 40)                        | 10                |
| Belgia (Ultratop 50 Singles, Flandria)             | 6                 |
| Belgia (Ultratop 50 Singles, Walonia)              | 17                |
| Czechy (Rádio – Top 100)                           | 22                |
| Czechy (Singles Digitál – Top 100)                 | 16                |
| Dania (Track Top-40)                               | 19                |
| Francja (Top Singles & Titres)                     | 48                |
| Hiszpania (PROMUSICAE)                             | 95                |
| Holandia (Dutch Top 40)                            | 18                |
| Holandia (Single Top 100)                          | 28                |
| Irlandia (Singles Chart)                           | 8                 |
| Kanada (Billboard Canadian Hot 100)                | 68                |
| Niemcy (Media Control Charts)                      | 13                |
| Norwegia (VG-Lista)                                | 27                |
| Nowa Zelandia (Recorded Music NZ)                  | 16                |
| Polska (AirPlay – Top)                             | 16                |
| Portugalia (AFP)                                   | 50                |
| Słowacja (Rádio – Top 100)                         | 11                |
| Słowacja (Singles Digitál – Top 100)               | 12                |
| Stany Zjednoczone (Bubbling Under Hot 100 Singles) | 23                |
| Stany Zjednoczone (Hot Dance Club Songs)           | 1                 |
| Szwajcaria (Singles Top 100)                       | 13                |
| Szwecja (Sverigetopplistan)                        | 24                |
| Węgry (Rádiós Top 40 játszási lista)               | 11                |
| Węgry (Single (track) Top 40 lista)                | 29                |
| Wielka Brytania (UK Singles Chart)                 | 7                 |
| Włochy (FIMI)                                      | 64                |

| Lista (2017)                             | Najwyższa pozycja |
| ---------------------------------------- | ----------------- |
| Austria (Ö3 Austria Top 40)              | 34                |
| Belgia (Ultratop, Flandria)              | 28                |
| Belgia (Ultratop, Walonia)               | 73                |
| Holandia (Single Top 100)                | 65                |
| Niemcy (Media Control Charts)            | 27                |
| Stany Zjednoczone (Hot Dance Club Songs) | 5                 |
| Szwajcaria (Singles Top 100)             | 48                |
| Wielka Brytania (UK Singles Chart)       | 31                |

| Kraj                         | Certyfikat         |
| ---------------------------- | ------------------ |
| Australia (ARIA)             | 2× platynowa płyta |
| Austria (IFPI Austria)       | złota płyta        |
| Belgia (BEA)                 | platynowa płyta    |
| Dania (IFPI Dania)           | złota płyta        |
| Francja (SNEP)               | złota płyta        |
| Kanada (Music Canada)        | platynowa płyta    |
| Niemcy (BVMI)                | platynowa płyta    |
| Nowa Zelandia (RMNZ)         | złota płyta        |
| Polska (ZPAV)                | 2× platynowa płyta |
| Szwajcaria (IFPI Szwajcaria) | platynowa płyta    |
| Szwecja (GLF)                | złota płyta        |
| Wielka Brytania (BPI)        | platynowa płyta    |
| Włochy (FIMI)                | platynowa płyta    |

## Historia wydania
| Region            | Data            | Format                      | Wytwórnia | Źródło        |
| ----------------- | --------------- | --------------------------- | --------- | ------------- |
| Świat             | 26 maja 2017    | Digital download, streaming | Atlantic  | [ 11 ] [ 65 ] |
| Indonezja         | 26 maja 2017    | Digital download, streaming | Sony      | [ 66 ]        |
| Wielka Brytania   | 26 maja 2017    | Contemporary hit radio      | Atlantic  | [ 67 ]        |
| Włochy            | 16 czerwca 2017 | Contemporary hit radio      | Warner    | [ 68 ]        |
| Stany Zjednoczone | 10 lipca 2017   | Hot adult contemporary      | Atlantic  | [ 69 ]        |
| Stany Zjednoczone | 11 lipca 2017   | Contemporary hit radio      | Atlantic  | [ 70 ]        |